# Черкавський Михайло
Михайло Черкавський (7/30 листопада 1879 (?1878), с. Якимівці, Кременецький повіт, Волинська губернія, Російська імперія, тепер Лановецький район, Тернопільська область,  Україна — 6 листопада 1929, Львів, ІІ Річ Посполита , тепер  Україна) — громадський діяч на Волині, педагог і публіцист, сенатор ІІ Речі Посполитої І каденції (1922—1927).

## Життєпис
Походив з української зем'янської родини. Його батьками були Костянтин та Барбара з дому Карнковська. Після закінчення в 1900 році православної духовної семінарії в Кременці розпочав навчання на відділенні літератури та слов'янських мов історико-філологічного факультету Варшавського університету (на той час це був університет Російської імперії з російською мовою викладання). Під час навчання став членом підпільної організації Українська Студентська Громада. Під час російської революції 1905 року виступив на боці поляків і був учасником студентського страйку з вимогою впровадження польської мови, як мови викладання, в університеті. Пізніше змушений був перевестись до Санкт-Петербургу, де й завершив навчання в університеті, отримавши диплом І ступені в 1907 році.
Після завершення навчання розпочав трудову діяльність викладачем літератури і російської мови в гімназії міста Комрат Бессарабської губернії. У 1910—1915 роках працював професором державної гімназії в Луцьку. До 1914 року друкувався в Раді, єдиній україномовній газеті Києва. Після початку Першої Світової Війни й наступу Центральних держав в глиб Російської імперії після битви під Горлицями його було евакуйовано разом зі школою до Бєлгороду в Курську губернію. Поєднував працю в гімназії з викладацькою роботою в Інституті.
Після початку революції 1917 року й падіння царату був призначений Українською Центральною Радою губернським волинським комісаром освіти з осередком в Житомирі, де швидко організував українські школи та курси українознавства, заснував філію «Просвіти» у Кременці. Спільно з Самійлом Підгірським редагував тижневик «Громадянин» та часопис «Волинська Газета». У 1918 році був делегатом до Всеросійських установчих зборів від Української партії соціалістів-федералістів. Після перевороту Петра Скоропадського та встановлення гетьманату в 1918 році керував волинським відділом організації Український Національний Союз, опозиційної до гетьмана. За критику тодішньої державної політики на шпальтах «Волинської Газети» часопис було закрито, а самого Черкавського навіть на деякий час заарештували. Після захоплення Волині військами ЧА на деякий час відійшов від політичного життя. Оселився в Дубному, потім переїхав в Кременець, де працював над українізацією шкільництва. У 1920—1921 роках працював директором Учительської семінарії в Дермані (до її закриття польською владою).
Протягом 1922-27 років — сенатор польського сенату від Волинського воєводства (16-й номер від «Блоку національних меншин») і голова Української Парляментарної Репрезентації, заступник голови, а згодом й голова Українського Клубу; один з засновників (в липні 1925) Українського Національно-Демократичного Об'єднання і заступник голови; в 1925—1927 роках був учасником української делегації на ІІІ, IV і V Конгрес Народних Меншин в Женеві (Швейцарія), активний член всіх українських організацій на Волині, зокрема в Кремінці (один з засновників товариства «Український Народний Дім» (червень 1925), член його Наглядової Ради; голова кременецької «Просвіти»). У 1928 році став міським радником в Луцьку. Протягом 1926—1929 років видавав в Луцьку часопис «Громада», пізніше — «Українська Громада». У 1922 році — член Центрального Виборчого Комітету Блоку національних меншин.
Справив великий вплив на письменника Уласа Самчука, останній товаришував з його сином Юрієм.
Помер від зараження крові (сепсису). Був похований на 79 полі Личаківського цвинтаря у Львові, надгробок не зберігся. Дирекція Личаківського цвинтаря  встановила на віднайденому місці поховання пропам'ятний знак.
Після окупації Західної України армією СРСР родина Михайла Черкавського була арештована НКВС. Дружина Марія померла в 1960 році після повернення з заслання, донька Наталія Білинська, випускниця Варшавського університету, загинула в ГУЛАГу в 1942 році. Син Юрко був розстріляний Гестапо в 1943 році в Кремінці.

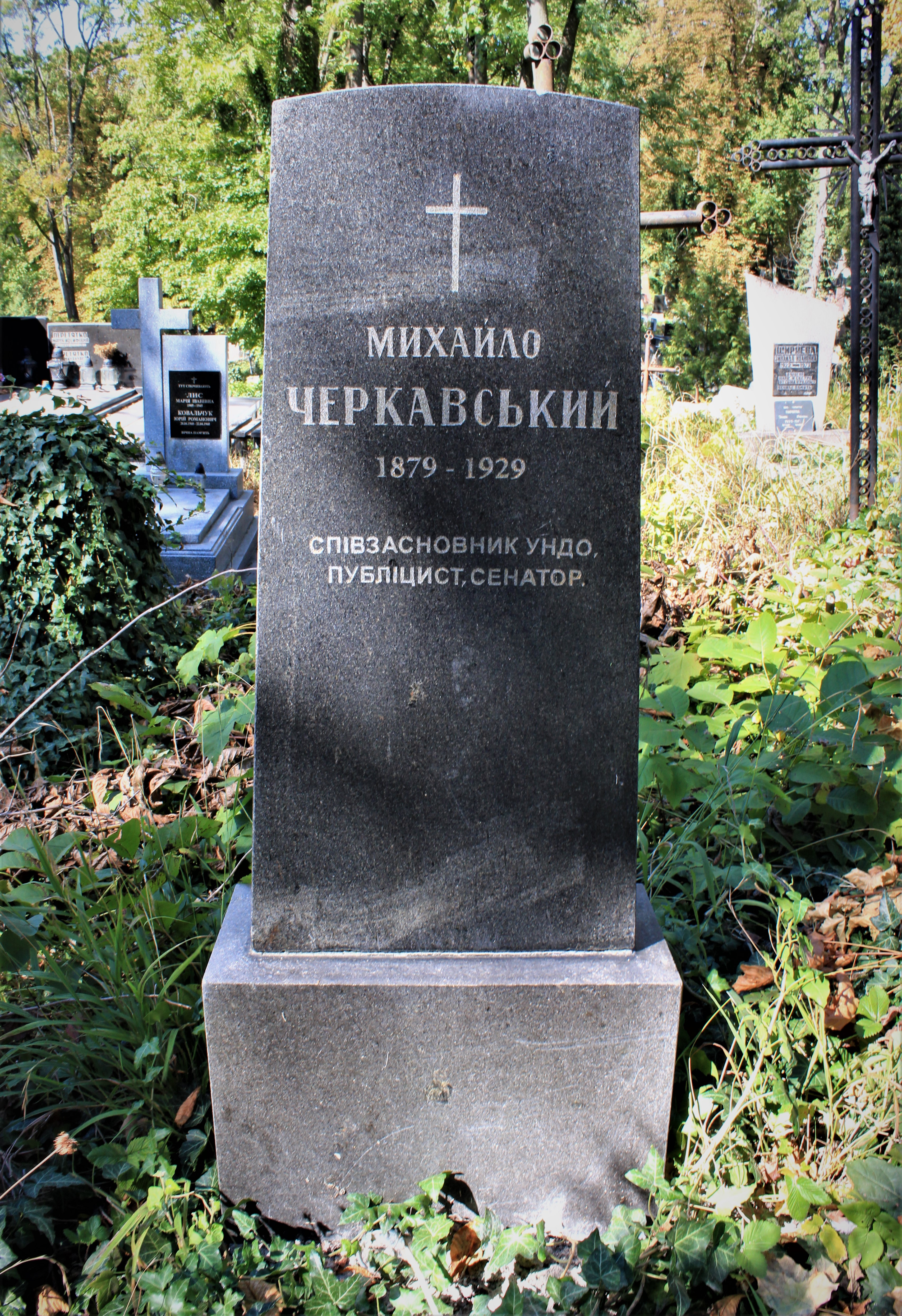
Пропам'ятний знак на місці поховання Михайла Черкавського.